# Neoromicia flavescens
Neoromicia flavescens — вид рукокрилих ссавців із родини лиликових.

## Середовище проживання
Країни поширення: Ангола, Бурунді, Камерун, Малаві, Мозамбік, Сомалі, Уганда. Представники виду були записані в сухій, так і вологій савані, низинних і гірських вологих тропічних лісах і сухих тропічних лісах.

## Загрози та охорона
Загрози для цього виду не відомі. Він був записаний в Камбайському лісовому заповіднику в Танзанії.